# كفر عطا الله سليمان
قرية كفر عطا الله سليمان هي إحدى القرى التابعة لمركز ميت غمر في محافظة الدقهلية في جمهورية مصر العربية. حسب إحصاءات سنة 2006، بلغ إجمالي السكان في كفر عطا الله سليمان 735 نسمة، منهم 384 رجل و351 امرأة.